# Henriette av Frankrike

Madame Henriette jouant de la basse viole par Nattier.

Henriette Anne av Frankrike, född 14 augusti 1727, död 10 februari 1752, var en fransk prinsessa, dotter till kung Ludvig XV av Frankrike och Marie Leszczyńska. Som andra dotter var hon känd som Madame Seconde, senare även känd som Madame Henriette.

## Biografi
Henriette var sin fars favorit. Medan hennes yngre systrar av ekonomiska skäl uppfostrades i klostret Fontevraud från 1738, växte hon upp vid hovet. År 1739 blev hennes tvilling Louise-Élisabeth bortgift och tvingades bosätta sig i Spanien, en separation Henriette tog hårt. 
Henriette förblev ogift: hon blev förälskad i sin kusin, Louis Philippe d'Orléans, hertig av Chartres, familjen Orleans arvinge. Kungen var först välvilligt inställd till förbindelsen, men vägrade i slutändan 1743 att tillåta ett giftermål. Orsaken var en vigsel skulle höja statusen för familjen Orleans och hota det spanska kungahusets arvsanspråk på den franska tronen om Henriettes bror dog barnlös, samt att brudgummen inte ansågs statusmässigt fin nog. Paret gled så småningom ifrån varandra.
Henriette var reserverad och intresserad av musik, särskilt violin, som hon studerade för Jean-Baptiste Forqueray. Hon ska ha påverkat brodern, som sörjde sin första fru, till en bättre relation med sin andra. Henriette utgjorde med sina syskon en del i oppositionen mot Madame de Pompadour, som hon tillsammans med sin bror och Adélaïde kallade Maman Putain ("Hormamman"). Då hennes tvilling under ett besök i Versailles 1748–1749 blev vän med Pompadour ledde detta till en konflikt mellan tvillingarna. 
Henriette avled i smittkoppor. Hon ska ha sörjts särskilt av sin tvilling, av brodern och systern Adélaïde.   